# Helena Fuchsová
Helena Fuchsová (Tábor, República Checa, 3 de junio de 1965 - 14 de marzo de 2021) fue una atleta checa especializada en la prueba de 400 m, en la que ha conseguido ser subcampeona europea en 1998.

## Carrera deportiva
En el Campeonato Europeo de Atletismo de 1998 ganó la medalla de plata en los 400 metros, con un tiempo de 50.21 segundos, llegando a meta tras la alemana Grit Breuer y por delante de la rusa Olga Kotlyarova (bronce con 50.38 segundos).